# Північне Приазов'я
47°00′ пн. ш. 36°36′ сх. д. / 47° пн. ш. 36.6° сх. д.
Північне Приазо́в'я (іноді також Надазов'я, Приозі́в'я, Надозів'я, Поазов'я) — географічна область на південному Сході України та прилегле узбережжя Росії. Охоплює території півдня Донецької, Запорізької, сходу Херсонської областей та північного узбережжя Азовського моря, а також прилеглі до північного берега Таганрозької затоки райони Ростовської області Росії.

## Історія
Першими поселенцями у Приазов'я були кочові племена, переважно скотарі: сармати, кімерійці, скіфи та тюркські народи. Довгий час панували на цій землі саме кімерійці, які розселилися на території Північного Приазов'я та Причорномор'я. Однак на початку VII століття до н. е. їх винищили скіфи, які мали у своїх володіннях землі від Дністра до Дону.
За часів козацтва тут була Кальміуська паланка Запорізької Січі, а згодом базувалося Азовського козацького війська. Сюди було переселено греків Приазов'я (переважно на південь Донецької області). У долині річки Молочна розселяли німецьких колоністів й російських старовірів, духоборів й молокан.

## Географія

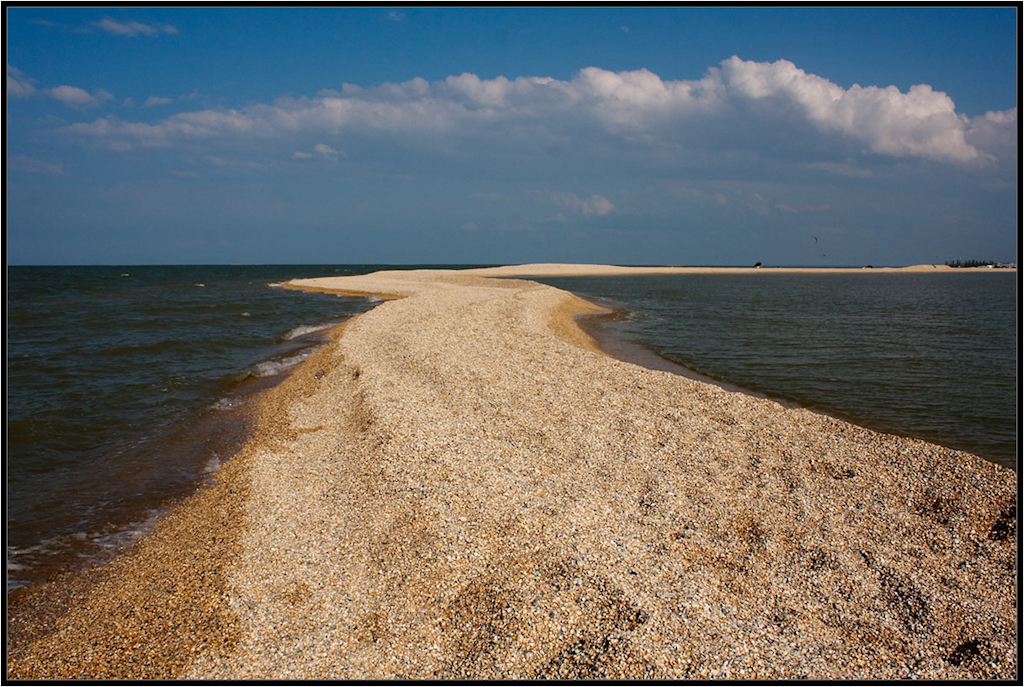
Коса на Азовському узбережжі

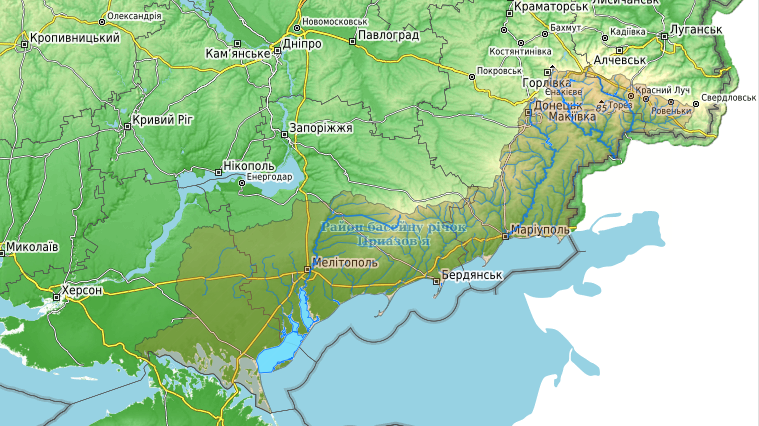
Водозбірний басейн Азовського моря на території України

### Розташування і фізична географія
У геологічному відношенні Приазов'я розташоване на схилі Українського кристалічного щита, що заглиблюється на 500—1000 метрів та причорноморської западини. Для регіону характерний рівнинний ландшафт, який представлений Приазовською низовиною, а також сучасною терасою Азовського моря та Бердянською косою.
Басейн північного узбережжя Азовського моря включає річки Молочну, Обіточну, Берду, Кальміус та Міус. З них лише Молочна вливає свої води в Молочний лиман, решта — в Азовське море. Всі вони течуть на південь з Приазовської височини та Донецького кряжу, мають звивисті річища, у зв'язку з чим їх течії декілько уповільнені.

### Клімат
Клімат Північного Приазов'я помірно-континентальний, з тривалим сухим, жарким та з великою кількістю сонячних днів літом, і короткою, малосніжною, м'якою, з частими відлигами зимою. Середньорічна температура повітря змінюється від 8,0 °C до 11,7 °C, у середньому за багаторічний період вона становить 9,8 °C.
Переважними вітрами є вітри східних і північно-східних румбів, повторюваність яких становить 40-50 %. Поява льоду у Північному Приазов'ї відбувається пізніше, ніж на інших узбережжях Азовського моря та приходиться на початок січня. Льодовий покрив тримається до середини березня. Кількість сонячних днів на рік складає в середньому 179 днів.

### Природоохоронні території
На території регіону знаходяться об'єкти природно-заповідного фонду:
- Приазовський національний природний парк
- Ландшафтний заказник «Заплава річки Берда»
- Ландшафтний заказник «Оголовок Бердянської коси»
- Заказник «Великі і Малі Кучугури»
- Ландшафтний заказник Старобердянський
- Гідрологічний заказник «Молочний лиман»
- «Дальні Макорти»

## Адміністративний поділ
Сучасні адміністративні формування Приазов'я:

### Донецька область
- Амвросіївський район — 55,1 тис. осіб
- Бойківський район — 35,1 тис. осіб
- Волноваський район — 92,6 тис. осіб
- Донецьк — 1033,4 тис. осіб
- Єнакієве — 161,5 тис. осіб
- Макіївка — 432,8 тис. осіб
- Мангушський район — 29,2 тис. осіб
- Маріуполь — 514,5 тис. осіб
- Нікольський район — 31,2 тис. осіб
- Новоазовський район — 38,9 тис. осіб
- Сніжне — 82,6 тис. осіб
- Старобешівський район — 56,0 тис. осіб
- Торез — 95,6 тис. осіб
- Шахтарськ — 71,7 тис. осіб
- Шахтарський район — 23,0 тис. осіб

### Запорізька область
- Бердянський район — 31,6 тис. осіб
- Бердянськ — 125,0 тис. осіб
- Веселівський район — 25,5 тис. осіб
- Мелітопольський район 56,1 тис. осіб
- Мелітополь — 160,7 тис. осіб
- Приазовський район 32,9 тис. осіб
- Приморський район 35,2 тис. осіб
- Токмацький район — 27,8 тис. осіб
- Токмак — 36,3 тис. осіб
- Чернігівський район 22,2 тис. осіб
- Якимівський район — 38,0 тис. осіб

### Луганська область
- Антрацитівський район — 37,0 тис. осіб
- Антрацит — 90,8 тис. осіб
- Ровеньки — 91,7 тис. осіб
- Хрустальний — 145,1 тис. осіб

### Ростовська область (Росія)
Російська частина північного Приазов'я
- Куйбишевський район (Ростовська область) — 15,2 (2000 р.) тис. осіб
- Матвіїв-Курганський район — 45,6 (2000 р.) тис. осіб
- Неклинівський район — 82,7 (2000 р.) тис. осіб
- Таганрог — 281,9 (2003 р.) тис. осіб

### Херсонська область
- Генічеський район 66,3 тис. осіб
- Іванівський район — 17,9 тис. осіб
- Нижньосірогозький район — 19,7 тис. осіб
- Новотроїцький район — 43,0 тис. осіб
- Чаплинський район — 40,2 тис. осіб

## Грецькі поселення
У дужках — рік заснування
- Румейські поселення в Приазов'ї:
  - смт Сартана (1779)
  - смт Ялта (1770)
  - с. Урзуф (1779)
  - с. Вичахала (1779)
  - с. Чердакли (Кременівка, 1779)
  - с. Малоянисоль (1780)
  - с. Каракуба (Роздольне, 1780)
  - с. Чермалик (Заможнє, 1779)
- Урумські поселення в Приазов'ї:
  - смт Мангуш (1779)
  - смт Старобешеве (1779)
  - смт Старий Крим (1779)
  - с. Карань (1780)
  - с. Багатир (1799)
  - с. Георгіївка (1779)
  - с. Комар (1779)
  - с. Старомлинівка (Керменчик, 1779)
  - с. Костянтинопіль (1779)
  - с. Стара Ласпа (1782)
  - с. Улакли (1779)
- Змішані поселення в Приазов'ї:
  - місто Маріуполь (1778)
  - смт Велика Новосілка (1780)

## Економіка
Економіка регіону визначається промисловостями та господарствами її головних міст: Донецька, Маріуполя, Таганрогу (Росія), Бердянська та Мелітополя.
У Приазов'ї знаходиться найбільша металургійна база України — місто Маріуполь (металургійні комбінати імені Ілліча, Азовсталь, коксохімічний завод «Маркохім»). Тут випускається більше третини українського агломерату, чавуну, сталі, готового прокату, 12 % коксу, 6 % сталевих труб.
Важливе місце в економіці Приазов'я посідає машинобудування та металообробка, найбільшими підприємствами є: «Азовмаш» («Маріуполь»), «Азовкабель» («Бердянськ»), «Гідромаш» («Мелітополь»).
Хімічну промисловість регіону представляє бердянське підприємство «АЗМОЛ» — виробник транспортних мастил.

## Транспорт
Через Приазов'я проходить автомобільний шлях міжнародного значення М 14, який з'єднує Одесу та Новоазовськ.
Залізничний транспорт розвинений менше: Бердянськ та Маріуполь є станціями із невеликим пасажиро- та товарообігом. Лише Мелітополь та Таганрог є важливими залізничними транспортними вузлами.
В регіоні добре функціонує морський транспорт завдяки наявності Бердянського, Маріупольського та Таганрозького портів.